# Catocala rhodosoma
Catocala rhodosoma är en fjärilsart som beskrevs av Johannes Karl Max Röber 1927. Catocala rhodosoma ingår i släktet Catocala och familjen nattflyn. Inga underarter finns listade i Catalogue of Life.